# Diemelradweg
De Diemelradweg (Diemelfietsroute) is een langeafstandsfietsroute in Duitsland. De route volgt de loop van de rivier de Diemel van de bron tot de monding in de Wezer. Het traject is bewegwijzerd in twee richtingen.

## Traject
De route start in Usseln waar de Diemel ontspringt. Hier kan vlakbij in Willingen de Hessischer Radfernweg R5 worden opgepakt. Al snel komt de route langs de Diemelsee en doet de plaatsen Marsberg, Diemelstadt, Warburg, Liebenau en Trendelburg aan alvorens bij Bad Karlshafen in de Wezer uit te monden. Hier kan worden aangesloten op de Weserradweg.

## Aansluitingen met andere routes
- Nabij Usseln kan worden aangesloten op de Hessischer Radfernweg R5.
- In Diemelstadt kan worden aangesloten op de Hessischer Radfernweg R6.
- In Bad Karlshafen kan worden aangesloten op de Weserradweg.
- In Bad Karlshafen kan worden aangesloten op de Hessischer Radfernweg R4.
- Op elk willekeurig punt kan gebruik worden gemaakt van het fietsroutenetwerk ter plaatse.